# ウタヒメドリーム
ウタヒメドリーム（UTAHIME DREAM）は、アース・スター エンターテイメントが展開するメディアミックス作品。
女性キャストがオリジナルキャラクターの役で、昭和から令和までの楽曲を歌い継ぐメディアミックス音楽プロジェクト。

## 概要
プロジェクトは2022年10月に発表。2023年6月より「本格始動」となり、メインキャストの発表や楽曲の公開が行われた。
アース・スター エンターテイメントの社長である幕内和博が総合プロデューサーを務める。昭和ポップスに思い入れのある幕内が、自身の好きな曲に再度光を当てたいと考えたことから始まった企画。今までの人生の中で聞いてきた隠れた名曲を「神曲」と定義し「もう一度ウタヒメの力を借りて世に出したい」という思い出立ち上げた。原曲の持つ世界観を再現しつつ、若いキャストの歌声と合わせることで、「懐かしさ」と「新しさ」の融合を目指している。
メディアミックス音楽プロジェクトとして、カバー曲やオリジナル曲の楽曲制作を行い、その配信やライブコンサートなどの音楽プロジェクトからスタートした。キャラクターの背景やストーリーは予め作り込まれており、アニメ1期の1話から12話までを想定したメインストーリーも準備されており、2025年2月にテレビアニメの製作が正式発表された。同時期にはコミック アース・スターでコミカライズの連載を開始しており、その他にゲーム化や舞台化など、さまざまな形でのメディアミックスを進めている。

## 登場人物

### ウタヒメ20期生
夢咲 いぶき（ゆめさき いぶき）
声 - 山﨑玲奈
キャラクターデザイン - Mika Pikazo
17歳、7月28日生。幼い頃よりTOKYO歌劇団に入りたいという夢を持っており、TOKYO歌劇学園の受験勉強を続けていたが不合格となる。失意の中、桜木舞華の歌声を聞き、ウタヒメドリームという新しい夢を見つけた。オーディションによってウタヒメになるが、最初は不合格だった。羽暮コーチの指導により合格する。
得意な歌のジャンルは「心がフワフワってなるような、明るい歌」。色々なジャンルを歌いこなすことができ、聞く人に力を与えられる「応援ソング」をよく歌う。音楽の基礎をしっかりと身につけており、初見の楽譜でもあっという間に歌うことができる。

萩原 ひまわり（はぎわら ひまわり）
声 - 倉知玲鳳
キャラクターデザイン - 藤真拓哉
17歳、8月8日生。女子プロレスラーとウタヒメの二刀流で、姉は『世界でいちばん強くなりたい!』の主人公で世界的レスラー＆アイドルの萩原さくら。オーディションではなく、逆指名によってウタヒメドリームに参戦した。
得意な歌のジャンルについては、「激しいビート！　心が燃えるような、パワフルな歌」だと語っている。。
水月ひかりによれば「礼儀正しくて、真面目な子」とのことである。

イロハ
キャラクターデザイン - 問七
17歳、5月3日生。セルフプロデュースの天才で、どうすれば自分が輝けるか、観客が喜んでくれるかを常に意識して研究している。オーディションを経てウタヒメになる。同期の夢咲いぶきとは一緒にオーディションを受けており、その後はウタヒメカフェでも一緒にアルバイトをしている。
誰よりも早くレッスンに来て、夜も一番遅くまで頑張っているとのことで、並大抵の努力家ではないと水月ひかりに評されている。

### ウタヒメ19期生
真白 清美（ましろ きよみ）
声 - 其原有沙
キャラクターデザイン - gomzi
18歳、4月1日生。桜が丘学園高等学校『昭和ポップス同好会』部長。自らが主催した『昭和ポップス甲子園』にてウタヒメドリーム関係者にスカウトされてウタヒメとなる。
得意な歌のジャンルは昭和ポップス。

HiREN
声 - 花耶
キャラクターデザイン - Tiv
17歳、2月23日生。ひとりで過ごしている時間が多くプライベートは謎に包まれている。
得意な歌のジャンルは「寂しい人と、悲しい人の歌」で、その人達の心を知ってもらいたくて歌っている。
普段は存在感がなく、歌っているときでなければウタヒメということにも気づいてもらえない。夢咲いぶきは、一度HiRENだと気付かずに一般人と間違えたことがある。女子プロレスラーでもある萩原ひまわりは、ときどき背後を取られることがあり、その気配の消し方はただ者ではないと評している。

高木 凛（たかぎ りん）
声 - 鷲見友美ジェナ
キャラクターデザイン - U35
17歳、7月21日生。日本人。桜が丘学園高等学校の入学式の日に真白清美に誘われて『昭和ポップス同好会』へ入部する。静岡県熱海市に生まれ、両親の仕事の都合でジュニアハイスクールまではハワイで暮らしていた。真白清美に勧められてウタヒメとなる。
得意な歌のジャンルはダンスにぴったりなロックで、特にサマーソングが好き。熱海出身であることやハワイからの帰国子女であることなど早見優との共通点が多く、早見の楽曲を歌うことが多い。

SAKURAKO
声 - 竹内夢
キャラクターデザイン - 望月けい
21歳、3月25日生。西園寺財閥の令嬢で本名は西園寺櫻子。大病院の院長を務める父の跡取りとして英才教育を受けながら育てられてきたが、ストリートミュージシャンへの道を選ぶ。
ウタヒメカフェの常連で好きな食べ物はウタヒメランチ。

### ウタヒメ17期生
水月 ひかり（みずつき ひかり）
声 - 礒部花凜
キャラクターデザイン - 藤ちょこ
19歳、6月6日生。浅草の小劇場が実家で看板スターを務める。自分の劇場とその観客たちを大切にしており、大劇場からのスカウトされているが頑なに断り続けている。実家の劇場をたくさんの人達に知ってもらいたいという思いからオーディションを経てウタヒメになった。ウタヒメドリームでの自信の活躍をきっかけに、観客が劇場に足を運ぶことを嬉しく感じている。
得意な歌のジャンルは、レビューショーやミュージカル楽曲。

扇 紬（おうぎ つむぎ）
キャラクターデザイン - はねこと
18歳、1月1日生。人間国宝の歌舞伎役者の孫で父親も歌舞伎役者で、母親は日本舞踊の家元出身。自身も幼い頃より日本舞踊と長唄を習っている。演歌をたくさんの人達に知ってもらうことを自身の夢としている 。

### ウタヒメ15期生
桜木 舞華（さくらぎ まいか）
声 - 鈴木杏奈
キャラクターデザイン - 美和野らぐ
20歳、12月28日生。ウタヒメクイーン。ウタヒメドリームグランプリ史上初の六連覇に挑む。先輩のウタヒメから推薦されたこともありオーディションはなく、コーチから個別に出された課題に合格し、ウタヒメとなった。
得意な歌のジャンルはアニメソング。表現が豊かで自分に向いていると考えている。

AYUNA
キャラクターデザイン - よむ
20歳、2月14日生。桜木舞華とは同期であり彼女の一番の理解者で、桜木のことをさり気なくフォローしている。後輩のウタヒメからも慕われており、夢咲いぶきは彼女のことを「気取ることがない、優しくて温かい人」、水月ひかりは「誰にでも気さくで優しい方」と評している。

### ウタヒメ10期生
高島 麗（たかしま れい）
キャラクターデザイン - いとうのいぢ
25歳。9月10日生。ウタヒメドリーム史上、初の五年連続クイーンに輝いたレジェントウタヒメ。現在はトップのウタヒメアーティストとして舞台やテレビで活躍する。

## 用語
ウタヒメ
昭和・平成・令和の神曲を歌い継ぐ歌唱力とパフォーマンス力に優れた女性シンガー。神曲を歌い継ぐこと、オリジナルの神曲をリリースすること、ライブ活動、テレビ出演、ＣＭやドラマ出演などを行っている。
ウタヒメアスリート
デビューから7年目までのソロのウタヒメ。
ウタヒメクイーン
ウタヒメアスリート達の頂点で、1年毎にその年のウタヒメドリームによって決められる。

ウタヒメアーティスト
ウタヒメアスリートを卒業したウタヒメ。高島麗が該当する。

ウタヒメドリーム
ウタヒメアスリート達が最高のエンターテイメントを目指して競い合う年間サーキットで、優勝者がその年の「ウタヒメクイーン」に選ばれる。
グランプリ
グランプリファイナルへの出場権が懸けられた大会。「ウタヒメドリーム スプリンググランプリ」「ウタヒメドリーム ゴールデンウィークグランプリ」「ウタヒメドリーム サマーグランプリ」「ウタヒメドリーム オータムグランプリ」「ウタヒメドリーム グランプリファイナル最終予選」「ウタヒメドリーム 神曲カバーグランプリ」が設けられている。神曲カバーグランプリを除く5つの大会優勝者は「ウタヒメドリーム グランプリファイナル」へ出場することができる。
グランプリファイナル
各種グランプリ大会優勝者5名、年間ランキング上位3名、前年の優勝者と準優勝者の10名による最終決戦。優勝者には、その年の「ウタヒメクイーン」の称号と、年末に行われる「ウタヒメスーパーライブ」のグランドフィナーレを飾る権利が与えられる。

ウタヒメカフェ
夢咲いぶきとイロハのアルバイト先。ウタヒメドリームを運営するアース・スタープロダクションのビル内にあるオフィスカフェテリアで、従業員やウタヒメ関係者が利用できる。

神曲（かみきょく）
一般には、特に秀でた楽曲や、人々に深い感銘を与える楽曲のこと。この語における「神」とは、優れた事物や人物を賞賛する際に接頭語として用いられるインターネットスラングに由来する。
総合プロデューサーの幕内は「今までの人生のなかで聴いてきた隠れた名曲」と定義した。

## ディスコグラフィ
太字はオリジナル楽曲。

### 認定神曲
| No.   | 楽曲                           | 歌唱                            | オリジナルアーティスト                   | 作詞                         | 作曲                       | 編曲                         | 配信開始日     |
| ----- | ------------------------------ | ------------------------------- | ---------------------------------------- | ---------------------------- | -------------------------- | ---------------------------- | -------------- |
| 00001 | ウタヒメドリーム               | 夢咲いぶき（山﨑玲奈）          | オリジナル楽曲                           | 磯谷佳江、豊田健甫、稲葉エミ | 豊田健甫                   | 豊田健甫                     | 2023年6月28日  |
| 00002 | She has a dream                | 夢咲いぶき（山﨑玲奈）          | BaBe                                     | 高橋研                       | MAYUMI                     | 久下真音                     | 2023年6月28日  |
| 00003 | 烈槍・ガングニール             | 桜木舞華（鈴木杏奈）            | マリア・カデンツァヴナ・イヴ（日笠陽子） | 上松範康 (Elements Garden)   | 上松範康 (Elements Garden) | 都丸椋太 (Elements Garden)   | 2023年6月28日  |
| 00004 | Rain Rain                      | 真白清美（其原有沙）            | 水野きみこ                               | 森田由美                     | 広谷順子                   | 久下真音                     | 2023年6月28日  |
| 00005 | ひとり上手                     | HiREN（花耶）                   | 中島みゆき                               | 中島みゆき                   | 中島みゆき                 | 百石元                       | 2023年6月28日  |
| 00006 | 蛍                             | 水月ひかり（礒部花凜）          | 鬼束ちひろ                               | 鬼束ちひろ                   | 鬼束ちひろ                 | Seonoo Kim (Elements Garden) | 2023年6月28日  |
| 00007 | 夏色のナンシー                 | 高木凛（鷲見友美ジェナ）        | 早見優                                   | 三浦徳子                     | 筒美京平                   | 佐藤晃                       | 2023年6月28日  |
| 00008 | 細胞プロミネンス               | 夢咲いぶき（山﨑玲奈）          | マリ子（伊藤美来）                       | やしきん                     | eba                        | eba                          | 2023年8月1日   |
| 00009 | 美しき残酷な世界               | 桜木舞華（鈴木杏奈）            | 日笠陽子                                 | マイクスギヤマ               | 石塚玲依                   | 久下真音                     | 2023年8月1日   |
| 00010 | もしも明日が…。                | 真白清美（其原有沙）            | わらべ                                   | 荒木とよひさ                 | 三木たかし                 | 石川陽泉                     | 2023年8月1日   |
| 00011 | ブルー                         | HiREN（花耶）                   | 渡辺真知子                               | 渡辺真知子                   | 渡辺真知子                 | 奥井康介                     | 2023年8月1日   |
| 00012 | Hungry Spider                  | 水月ひかり（礒部花凜）          | 槇原敬之                                 | 槇原敬之                     | 槇原敬之                   | 石川陽泉                     | 2023年8月1日   |
| 00013 | 風になれ                       | 高木凛（鷲見友美ジェナ）        | 早見優                                   | 辻仁成                       | 辻仁成                     | 哥丸雄貴                     | 2023年8月1日   |
| 00014 | 冬の虹                         | 夢咲いぶき（山﨑玲奈）          | 辻仁成                                   | Jinsei Tsuji                 | Jinsei Tsuji               | 百石元                       | 2023年8月1日   |
| 00015 | Runner                         | 桜木舞華（鈴木杏奈）            | 爆風スランプ                             | サンプラザ中野               | Newファンキー末吉          | 大畑拓也                     | 2023年8月1日   |
| 00016 | 越冬つばめ                     | HiREN（花耶）                   | 森昌子                                   | 石原信一                     | 篠原義彦                   | 堀川大翼 (Elements Garden)   | 2023年8月1日   |
| 00017 | トミーフェブラッテ、マカロン。 | 真白清美（其原有沙）            | Tommy february6                          | Tommy february6              | MALIBU CONVERTIBLE         | ARAKI                        | 2023年8月1日   |
| 00018 | 狙いうち                       | 高木凛（鷲見友美ジェナ）        | 山本リンダ                               | 阿久悠                       | 都倉俊一                   | 園田健太郎                   | 2023年8月1日   |
| 00019 | 僕が一番欲しかったもの         | 夢咲いぶき（山﨑玲奈）          | 槇原敬之                                 | 槇原敬之                     | 槇原敬之                   | 久下真音                     | 2023年9月1日   |
| 00020 | Synchrogazer                   | 桜木舞華（鈴木杏奈）            | 水樹奈々                                 | 水樹奈々                     | 上松範康 (Elements Garden) | 都丸椋太 (Elements Garden)   | 2023年9月1日   |
| 00021 | 野菊いちりん                   | 真白清美（其原有沙）            | 三田寛子                                 | 阿木燿子                     | 村下孝蔵                   | 久下真音                     | 2023年9月1日   |
| 00022 | 激情                           | HiREN（花耶）                   | 工藤静香                                 | 中島みゆき                   | 中島みゆき                 | 大畑拓也                     | 2023年9月1日   |
| 00023 | 瑠璃色の地球                   | 水月ひかり（礒部花凜）          | 松田聖子                                 | 松本隆                       | 平井夏美                   | 雪                           | 2023年9月1日   |
| 00024 | 誘惑光線・クラッ!              | 高木凛（鷲見友美ジェナ）        | 早見優                                   | 松本隆                       | 筒美京平                   | 佐藤晃                       | 2023年9月1日   |
| 00025 | Runner                         | 萩原ひまわり（倉知玲鳳）        | 爆風スランプ                             | サンプラザ中野               | Newファンキー 末吉         | 大畑拓也                     | 2023年12月27日 |
| 00026 | 難破船                         | 水月ひかり（礒部花凜）          | 中森明菜                                 | 加藤登紀子                   | 加藤登紀子                 | 久下真音                     | 2024年1月17日  |
| 00027 | チョコレート                   | 高木凛（鷲見友美ジェナ）        | 家入レオ                                 | 家入レオ                     | 西尾芳彦、家入レオ         | 佐藤晃                       | 2024年2月13日  |
| 00028 | セーラー服と機関銃             | 真白清美（其原有沙）            | 薬師丸ひろ子                             | 来生えつこ                   | 来生たかお                 | 久下真音                     | 2024年4月5日   |
| 0029  | 誘惑                           | HiREN（花耶）                   | 中島みゆき                               | 中島みゆき                   | 中島みゆき                 | 佐藤晃                       | 2024年4月19日  |
| 00030 | Haze                           | 桜木舞華（鈴木杏奈）            | オリジナル楽曲                           | 草野華余子                   | 草野華余子                 | R・O・N                      | 22024年3月4日  |
| 0031  | Get Wild                       | 桜木舞華（鈴木杏奈）            | TM NETWORK                               | 小室みつ子                   | 小室哲哉                   | 黒川陽介                     | 2024年5月9日   |
| 0032  | 雨のプラネタリウム             | 水月ひかり（礒部花凜）          | 原田知世                                 | 秋元康                       | 後藤次利                   | 佐藤晃                       | 2024年5月23日  |
| 0033  | STAY WITH ME                   | 夢咲いぶき（山﨑玲奈）          | ISLAND                                   | 城間正男                     | 新川雅啓                   | 久下真音                     | 2024年6月3日   |
| 0034  | ハロー・グッバイ               | 真白清美（其原有沙）            | 柏原芳恵                                 | 喜多篠忠                     | 小泉まさみ                 | 久下真音                     | 2024年6月7日   |
| 0035  | AMBITION                       | 桜木舞華（鈴木杏奈）            | オリジナル楽曲                           | Spirit Garden                | 岩橋星実 (Elements Garden) | 竹田祐介 (Elements Garden)   | 2024年7月5日   |
| 0036  | ノーギフテッド                 | ウタヒメドリーム オールスターズ | オリジナル楽曲                           | ZAQ                          | ogappe                     | 奈良悠樹                     | 2024年7月5日   |
| 0037  | ビューティフル・ドリーマー     | 萩原ひまわり（倉知玲鳳）        | 鳴海杏子                                 | ENA☆                         | 奥井康介                   | 中山真斗                     | 2024年8月20日  |
| 0038  | 悲しい夜を止めて               | HiREN（花耶）                   | 河合その子                               | 秋元康                       | 後藤次利                   | 久下真音                     | 2024年9月10日  |
| 0039  | 身も心も                       | 夢咲いぶき（山﨑玲奈）          | ダウン・タウン・ブギウギ・バンド         | 阿木燿子                     | 宇崎竜童                   | 百石元                       | 2024年10月4日  |
| 0040  | 謝肉祭                         | 水月ひかり（礒部花凜）          | 山口百恵                                 | 阿木燿子                     | 宇崎竜童                   | 久下真音                     | 2024年11月5日  |
| 0041  | やさしさ紙芝居                 | 真白清美（其原有沙）            | 水谷豊                                   | 松本隆                       | 平尾昌晃                   | 佐々木聡作                   | 2024年12月9日  |
| 0042  | WON'T BE LONG                  | ライオンガールズ                | バブルガム・ブラザーズ                   | Bro.KORN                     | Bro.KORN                   | 佐々木聡作                   | 2024年12月27日 |
| 0043  | 朝まで踊ろう                   | 桜が丘学園昭和ポップス同好会    | Mi-Ke                                    | たちひろし                   | 長戸大幸                   | 佐々木聡作                   | 2025年2月8日   |
| 0044  | DEPARTURES                     | HiREN（花耶）                   | globe                                    | 小室哲哉                     | 小室哲哉                   | 久下真音                     | 2025年2月13日  |
| 0045  | 君なら大丈夫だよ               | 夢咲いぶき（山﨑玲奈）          | 橘いずみ                                 | 橘いずみ                     | 杉真理                     | 佐々木聡作                   | 2025年2月20日  |
| 0046  | 月光                           | 萩原ひまわり（倉知玲鳳）        | 爆風スランプ                             | サンプラザ中野               | パッパラー河合             | 大沢圭一                     | 2025年2月20日  |
| 0047  | ルビーの指環                   | HiREN（花耶）                   | 寺尾聰                                   | 松本隆                       | 寺尾聰                     | 久下真音                     | 2025年3月14日  |
| 0048  | 春よ、来い                     | 水月ひかり（礒部花凜）          | 松任谷由実                               | 松任谷由実                   | 松任谷由実                 | 佐々木聡作                   | 2025年4月1日   |
| 0049  | 冬の虹                         | SAKURAKO（竹内夢）              | 辻仁成                                   | 辻仁成                       | 辻仁成                     | 百石元                       | 2025年6月20日  |
| 0050  | 朝まで踊ろう                   | 真白清美（其原有沙）            | Mi-Ke                                    | たちひろし                   | 長戸大幸                   | 佐々木聡作                   | 2025年7月4日   |
| 0051  | 朝まで踊ろう                   | 高木凛（鷲見友美ジェナ）        | Mi-Ke                                    | たちひろし                   | 長戸大幸                   | 佐々木聡作                   | 2025年7月4日   |
| 0052  | さくらんぼ                     | 高木凛（鷲見友美ジェナ）        | 大塚愛                                   | 大塚愛                       | 大塚愛                     | 佐々木聡作                   | 2025年7月18日  |
| 0053  | WON'T BE LONG                  | 夢咲いぶき（山﨑玲奈）          | バブルガム・ブラザーズ                   | Bro.KORN                     | Bro.KORN                   | 佐々木聡作                   | 2025年7月19日  |
| 0054  | WON'T BE LONG                  | 萩原ひまわり（倉知玲鳳）        | バブルガム・ブラザーズ                   | Bro.KORN                     | Bro.KORN                   | 佐々木聡作                   | 2025年7月19日  |

### ウタヒメ×アニソン神曲 〜ウタアニっ！〜
| 楽曲         | 歌唱                                                      | オリジナルアーティスト | 作詞                       | 作曲                       | 編曲                       | 配信開始日    |
| ------------ | --------------------------------------------------------- | ---------------------- | -------------------------- | -------------------------- | -------------------------- | ------------- |
| FIRE BIRD    | 桜木舞華（鈴木杏奈） with ウタヒメドリーム オールスターズ | Roselia                | 上松範康 (Elements Garden) | 上松範康 (Elements Garden) | 日高勇輝 (Elements Garden) | 2025年6月28日 |
| ブルーバード | 夢咲いぶき（山﨑玲奈）                                    | いきものがかり         | 水野良樹                   | 水野良樹                   | 佐藤晃                     | 2025年6月28日 |

### コラボレーション企画
| 楽曲                 | 歌唱                                                         | オリジナルアーティスト | 作詞           | 作曲                                           | 編曲       | 配信開始日    | 収録アルバム           |
| -------------------- | ------------------------------------------------------------ | ---------------------- | -------------- | ---------------------------------------------- | ---------- | ------------- | ---------------------- |
| 青いベンチ           | HiREN（花耶）、水月ひかり（礒部花凜） feat.井上苑子          | サスケ                 | 北清水雄太     | 北清水雄太                                     | 佐々木聡作 | 2025年3月28日 | 「ふれふれ、キミの春」 |
| 遥か                 | 真白清美（其原有沙） feat.安月名莉子                         | GReeeeN                | GReeeeN        | GReeeeN                                        | Honoka     | 2025年3月28日 | 「ふれふれ、キミの春」 |
| 青春フォトグラフ     | 高木凛（鷲見友美ジェナ） feat.柊優花                         | Little Glee Monster    | いしわたり淳治 | 福原美穂・KEN for 2 SOULMUSIC Inc.・Philip Woo | 宮原康平   | 2025年3月28日 | 「ふれふれ、キミの春」 |
| 今日もサクラ舞う暁に | 桜木舞華（鈴木杏奈） feat.しほ                               | CHiCO with HoneyWorks  | HoneyWorks     | HoneyWorks                                     | lull       | 2025年3月28日 | 「ふれふれ、キミの春」 |
| 光るなら             | 夢咲いぶき（山﨑玲奈）、萩原ひまわり（倉知玲鳳） feat.竹澤汀 | Goose house            | Goose house    | Goose house                                    | lull       | 2025年3月28日 | 「ふれふれ、キミの春」 |

### Blu-ray
|     | 発売日        | タイトル                                               | 出演                            |
| --- | ------------- | ------------------------------------------------------ | ------------------------------- |
| 1st | 2024年9月27日 | 「ウタヒメドリーム 1stライブ～あなたは最古参～」       | ウタヒメドリーム オールスターズ |
| 2nd | 2025年6月27日 | 「ウタヒメドリーム2ndライブ~見たいの満天のペンライト」 | ウタヒメドリーム オールスターズ |

### タイアップ
| 楽曲               | 歌唱                            | タイアップ                                                                                               | 時期   |
| ------------------ | ------------------------------- | --- | ------ |
| Haze               | 桜木舞華（鈴木杏奈）            | テレビアニメ『即死チートが最強すぎて、異世界のやつらがまるで相手にならないんですが。』エンディングテーマ | 2024年 |
| AMBITION           | 桜木舞華（鈴木杏奈）            | テレビアニメ『俺は全てを【パリイ】する 〜逆勘違いの世界最強は冒険者になりたい〜』オープニングテーマ      | 2024年 |
| ノーギフテッド     | ウタヒメドリーム オールスターズ | テレビアニメ『俺は全てを【パリイ】する 〜逆勘違いの世界最強は冒険者になりたい〜』エンディングテーマ      | 2024年 |
| 奇跡なんかいらない | ウタヒメドリーム オールスターズ | テレビアニメ『無職の英雄 〜別にスキルなんか要らなかったんだが〜』エンディングテーマ                      | 2025年 |

## ライブ
| 開催日         | タイトル                                                                                              | 会場                     | 出演者                                                                         |
| -------------- | --- | ------------------------ | ------------------------------------------------------------------------------ |
| 2023年11月19日 | ウタヒメドリーム 1stライブ〜あなたは最古参〜                                                          | 飛行船シアター           | 山﨑玲奈、鈴木杏奈、其原有沙、花耶、礒部花凜、鷲見友美ジェナ、倉知玲鳳         |
| 2024年6月9日   | 「ウタヒメドリーム」1周年記念 2ndライブ『見たいの満天のペンライト』                                   | 飛行船シアター           | 山﨑玲奈、鈴木杏奈、其原有沙、花耶、礒部花凜、鷲見友美ジェナ、倉知玲鳳         |
| 2025年2月24日  | ANIMAX presents「ウタヒメドリーム」史上最大の3rdライブ～超重大発表を現地で皆様と～supported by Lemino | 豊洲PIT                  | 山﨑玲奈、鈴木杏奈、其原有沙、花耶、礒部花凜、鷲見友美ジェナ、倉知玲鳳、竹内夢 |
| 2025年9月21日  | 『ウタヒメドリーム』2周年記念4thライブ 〜奇跡なんかいらない〜                                         | 品川インターシティホール | 山﨑玲奈、鈴木杏奈、其原有沙、花耶、礒部花凜、鷲見友美ジェナ、倉知玲鳳、竹内夢 |

## 出演

### テレビ番組
- 「ウタヒメドリーム」お正月スペシャルライブ 〜昭和・平成・令和の神曲を皆様と〜（BS日テレ、2025年1月1日[40]）
  - 山﨑玲奈（夢咲いぶき役）
  - 鈴木杏奈（桜木舞華役）
  - 其原有沙（真白清美役）
  - 花耶（HiREN役）
  - 礒部花凜（水月ひかり役）
  - 鷲見友美ジェナ（高木凛役）
  - 倉知玲鳳（萩原ひまわり役）
  - ゲスト：早見優
  - MC：森遥香

## 漫画
ウェブコミック配信サイト『コミック アース・スター』で2025年2月13日から連載開始。原作はアース・スター エンターテイメント、漫画はひよりり。
スピンオフとなる4コマ漫画『ウタヒメカフェへようこそ！』は同サイトにて2025年6月19日より連載。原作はアース・スター エンターテイメント、漫画はたかよみ。

## テレビアニメ
2025年2月24日の「『ウタヒメドリーム』史上最大の3rdライブ ～超重大発表を現地で皆様と～」ステージ上でテレビアニメ化が発表された。